# St. Johannes Baptist (Kurl)

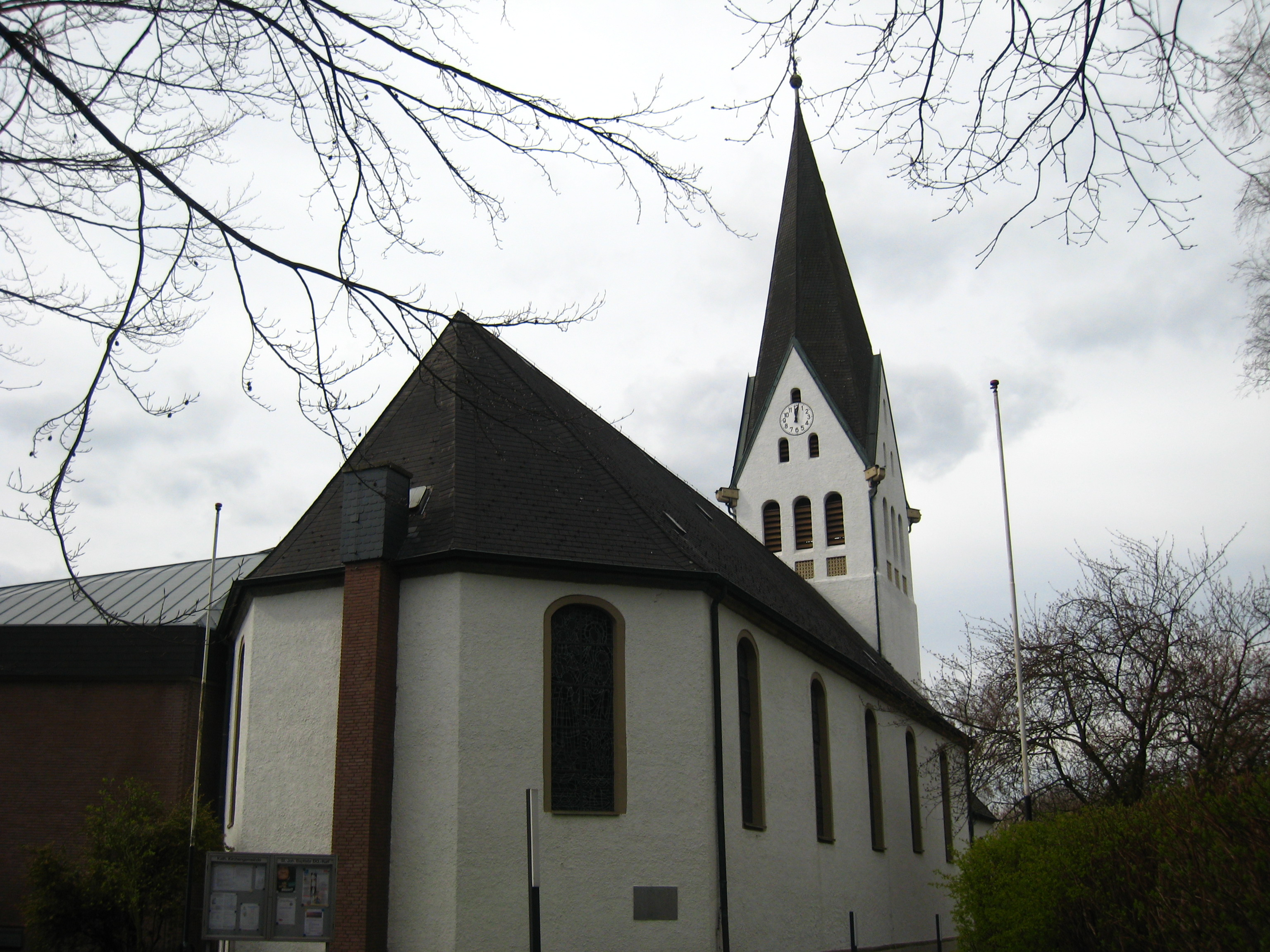
Pfarrkirche St. Johannes Baptist

Die katholische Pfarrkirche St. Johannes Baptist ist ein denkmalgeschütztes Kirchengebäude in der Werimboldstraße 8 in Kurl, einem Ortsteil von Dortmund in Nordrhein-Westfalen.

## Geschichte und Architektur
Die Kirche wurde in den Jahren 1733 bis 1738 als einfache Saalkirche mit einem Chor mit 5/8-Schluss errichtet, nachdem die alte Vorgängerkirche im Jahre 1728 durch einen Blitzeinschlag abbrannte. Am 8. Dezember 1738 wurde die Kirche unvollendet eingeweiht. Erst 1785 konnte die Kirche durch den Bau einer massiv gemauerten Westfassade vollendet werden. Der Grund war eine mangelnde Finanzierung der Gemeinde. Der hohe Westturm in neuromanischen Formen sowie die westlichen verlängerten Anbauten wurden 1906 nach Plänen des niederländischen Architekten Johannes Franziskus Klomp errichtet, nachdem der alte Dachturm abgerissen wurde. Im Turm befinden sich insgesamt fünf Glocken. Die älteste Glocke ist die Petrusglocke aus dem Jahre 1607. Es ist eine Bronzeglocke, die auf den Ton g' abgestimmt ist und von „Dirik Sluter“ gegossen wurde. 1923 wurden für die Kirche drei neue Gussstahlglocken vom Bochumer Verein mit den Tönen e', g' und b’ gegossen. Im Jahre 2003 wurde das Geläut durch eine neue Bronzeglocke von der Glocken- und Kunstgießerei Petit & Gebr. Edelbrock erweitert. In den Jahren 1970–1972 wurde die Kirche durch einen südlichen Anbau erweitert. Der flachgedeckte Innenraum ist stark durch die Neugestaltungen von 1951 und 1972 geprägt.
| Nr. | Name                 | Schlagton | Gussjahr | Gießer, Gussort                  | Gewicht in (kg) | Durchmesser in (mm) |
| --- | -------------------- | --------- | -------- | -------------------------------- | --------------- | ------------------- |
| 1   | St.-Johannes-Glocke  | e'+3      | 1923     | Bochumer Verein, Bochum          | c. a 1150       | 1376                |
| 2   | St.-Petrus-Glocke    | g'-1      | 1923     | Bochumer Verein, Bochum          | c. a 680        | 1162                |
| 3   | St.-Marien-Glocke    | b'-6      | 1923     | Bochumer Verein, Bochum          | c. a 400        | 1018                |
| 4   | St.-Elisabeth-Glocke | c"-3      | 2003     | Petit & Gebr. Edelbrock, Gescher | c. a 400        | 850                 |
| 5   | Petrus-Glocke        | g'-8      | 1607     | Dirik Sluter                     | c. a 650        | 997                 |

## Ausstattung

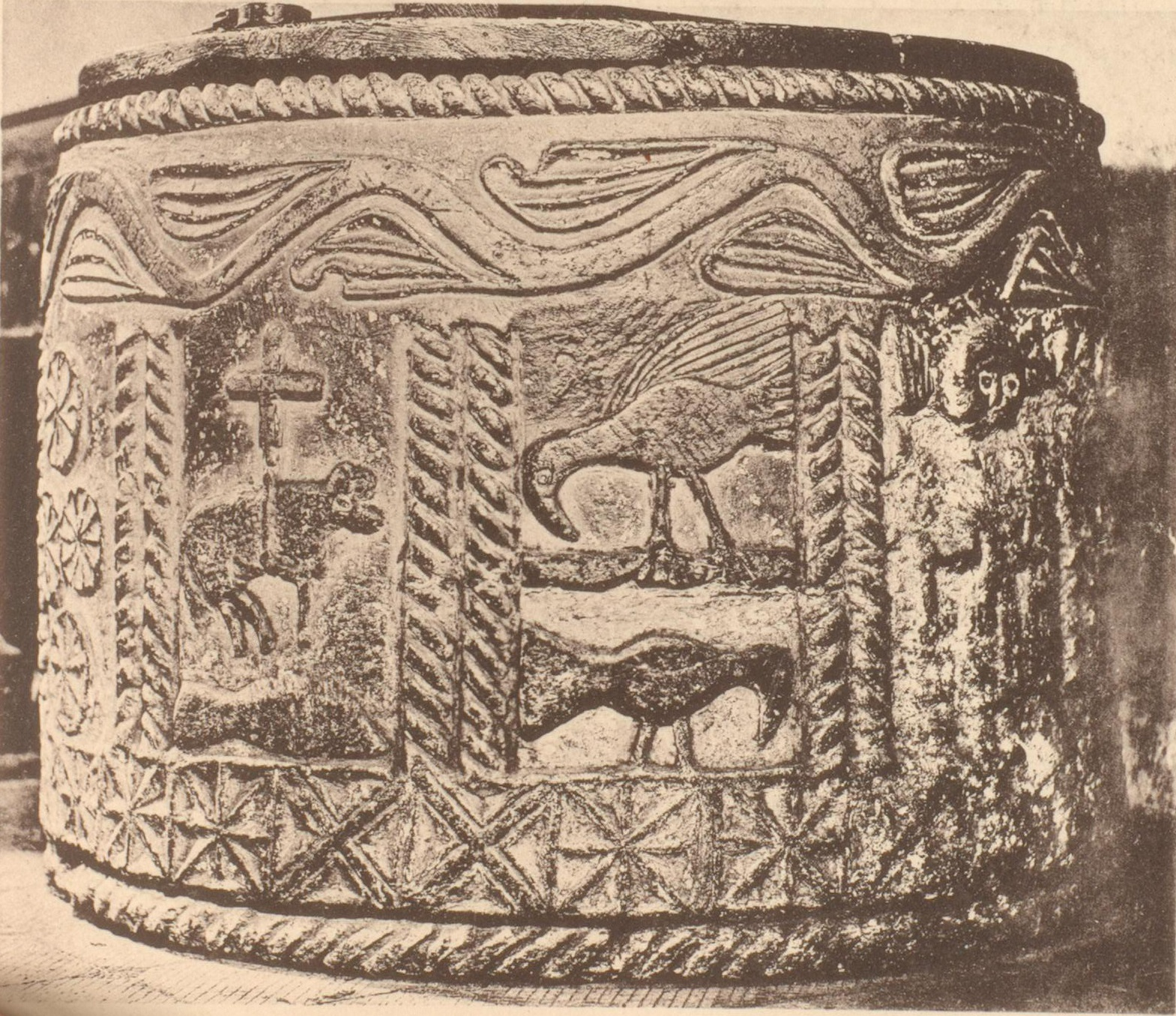
Der romanische Taufstein in der Johannes-Baptistkirche zu Kurl im Jahre 1890.

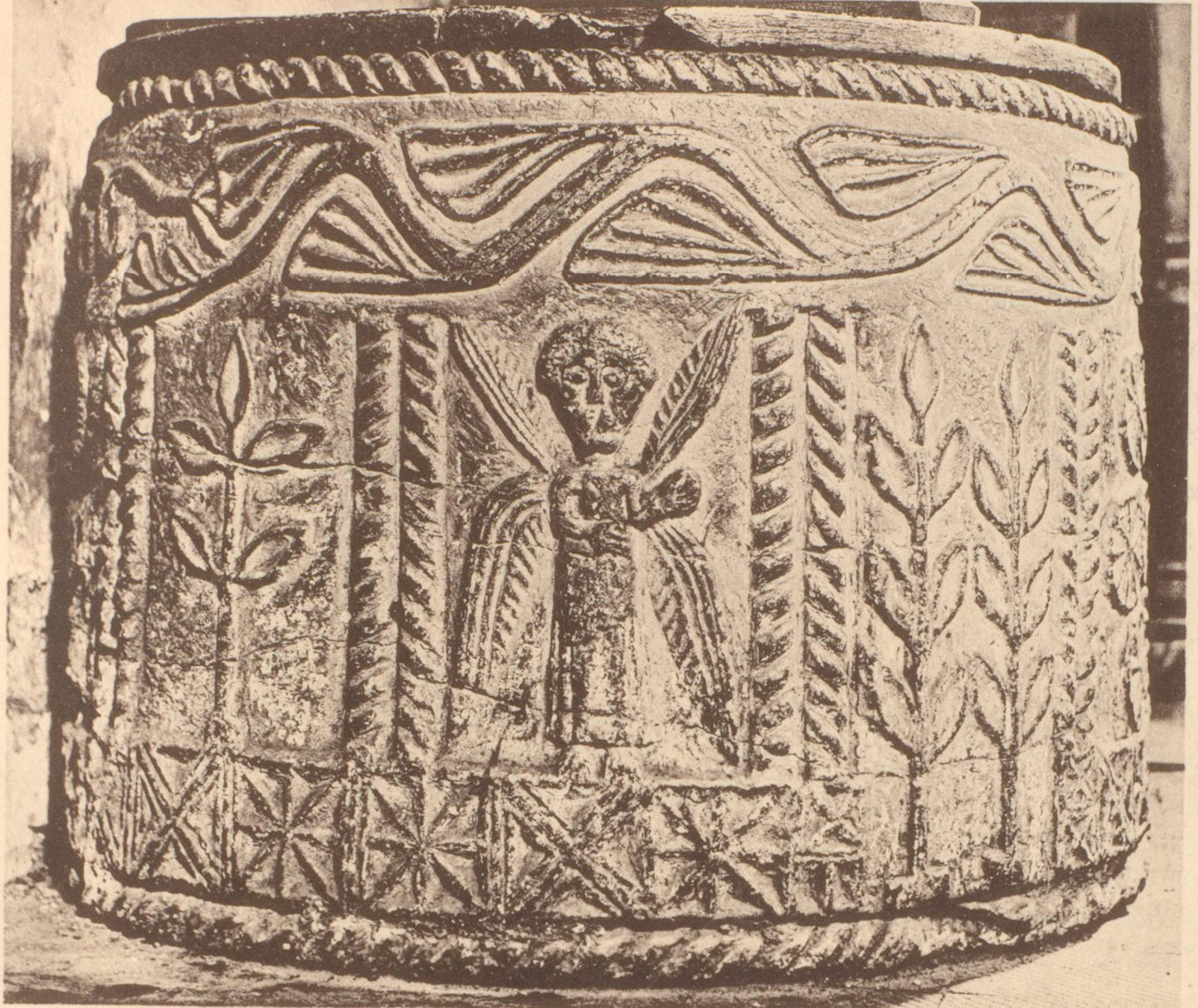
Rückseite des romanischen Taufsteins in der Johannes-Baptistkirche zu Kurl im Jahre 1890.

- Der romanische Taufstein ist wohl von der ersten Hälfte des 12. Jahrhunderts. Die Wandung ist vollkommen reliefiert. Die Darstellung der Engelsgestalten wirkt ungelenk. In stark schematisierter Ornamentik sind noch das Agnus Dei mit Kreuz und Fisch sowie Vögel dargestellt.